# Venèticu

Ubicació de Venèticu dins de la província

Venèticu (italià: Venetico) és un municipi italià, dins de la ciutat metropolitana de Messina. L'any 2009 tenia 3.784 habitants. Limita amb els municipis de Roccavaldina, Spadafora i Valdina.

## Administració
| Període | Identitat      | Partit        |
| ------- | -------------- | ------------- |
| 2006-   | Carlo Lamberti | Llista cívica |

## Galeria d'imatges

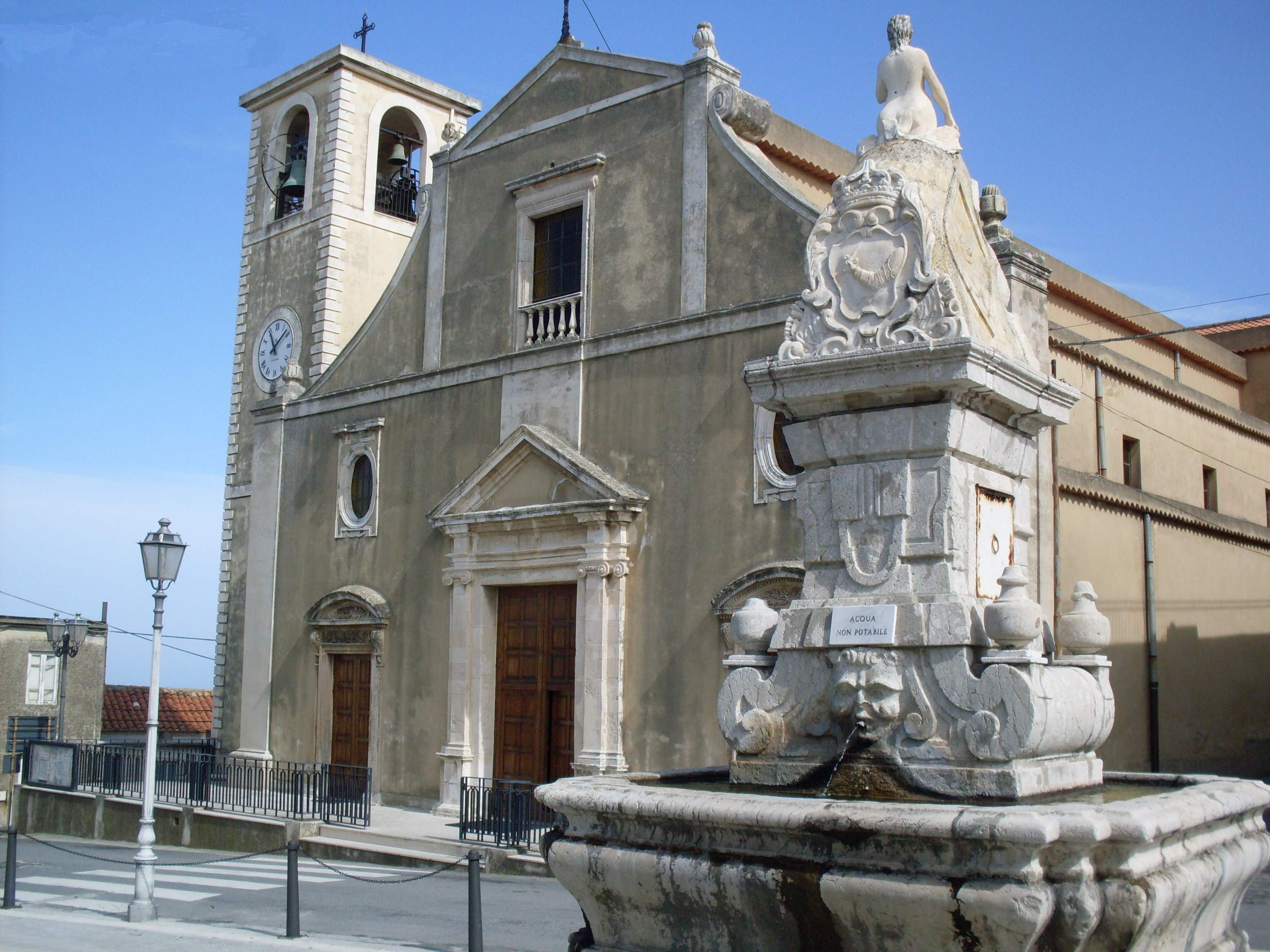
Església de San Nicolò
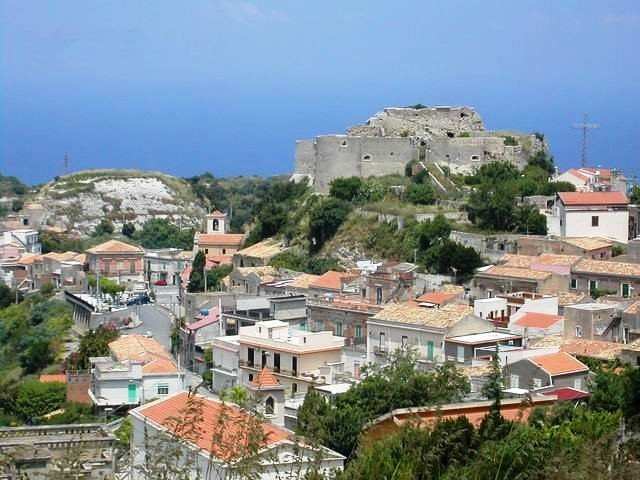
Venetico Superior amb el castell
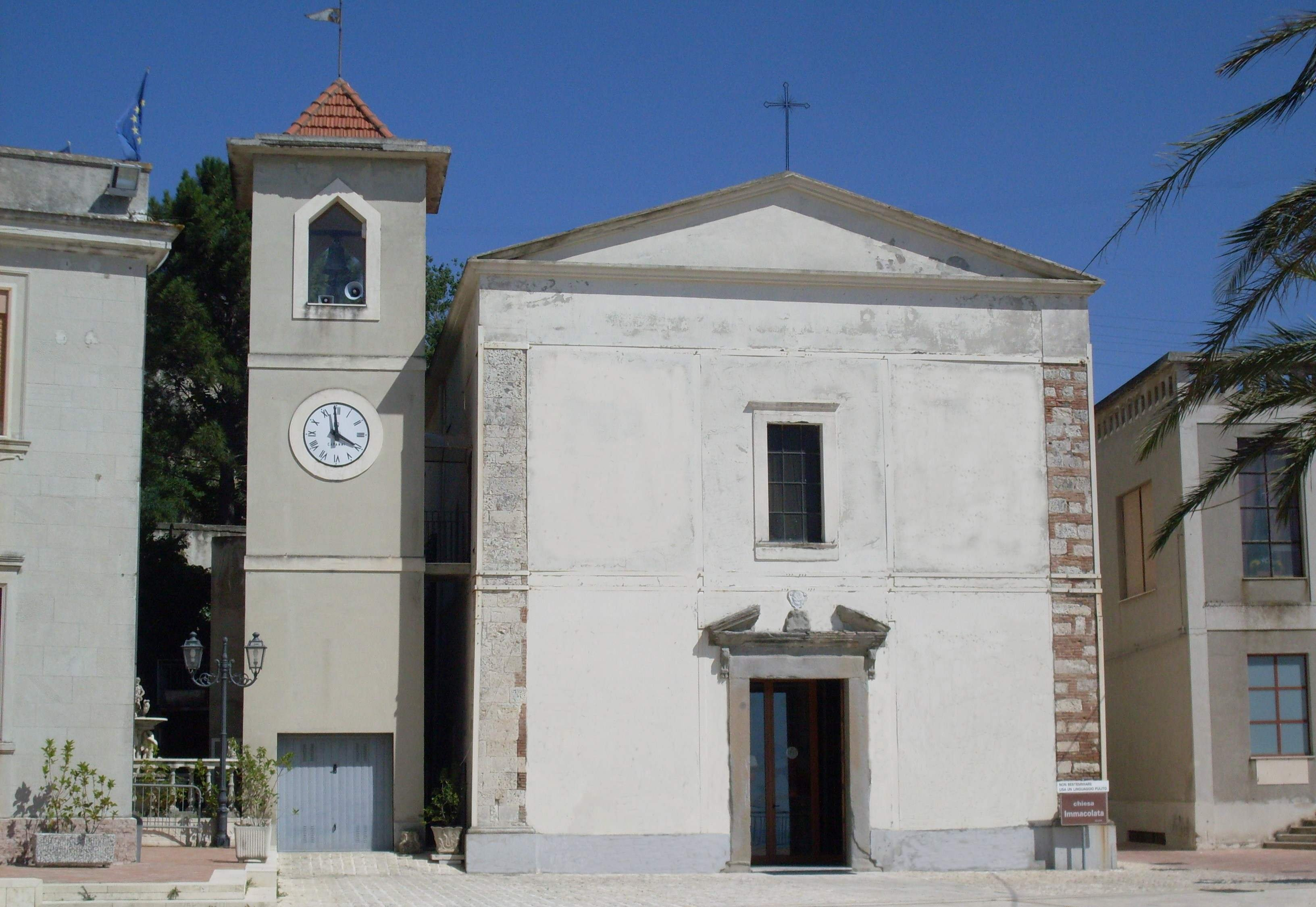
Església de la Immacolata